# Alexander Bittner

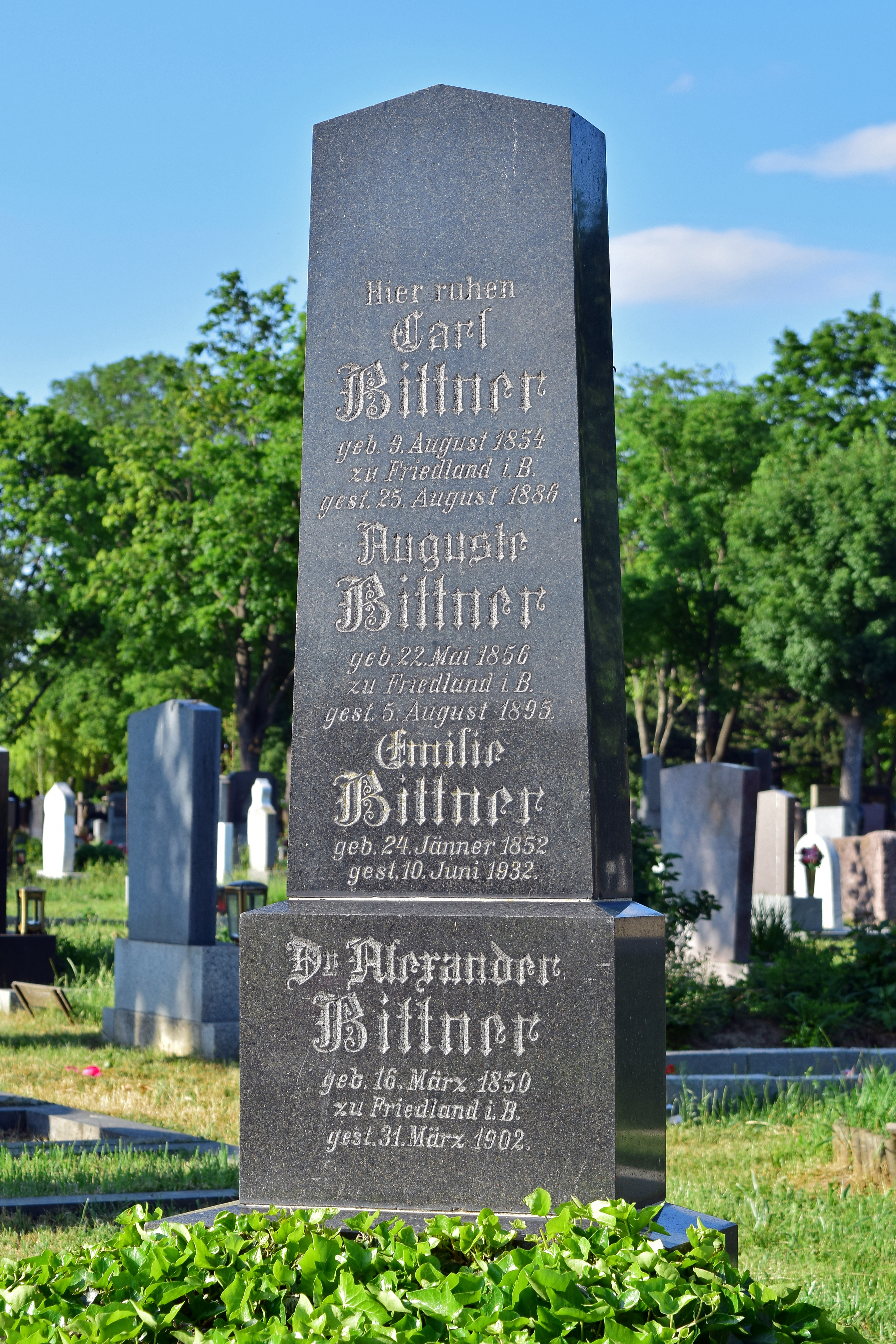
Alexander Bittners grav.

Alexander Bittner, född 16 mars 1850 i Friedland, Böhmen, död 31 mars 1902 i Wien, var en österrikisk geolog och paleontolog.
Bittner blev 1897 chefsgeolog vid den geologiska riksanstalten i Wien. Hans arbeten rörde främst de geologiska förhållandena i de österrikiska Alperna och i de adriatiska kusttrakterna samt i Grekland.